# Rowland V. Lee
Pour les articles homonymes, voir Lee.
Rowland Vance Lee, né le 6 septembre 1891 à Findlay et mort le 21 décembre 1975 à Palm Desert (États-Unis), est un réalisateur, acteur, scénariste et producteur américain. En tant qu'acteur, il est crédité sous le nom de Rowland Lee.

## Biographie et carrière
Enfant de comédiens né dans l'Ohio, Rowland V. Lee fait ses études à l'Université Columbia. Il débute enfant en tant qu'acteur, jouant à Broadway notamment. Il s'interrompt un temps pour devenir courtier à Wall Street.
Après deux ans de combats en France durant la Première Guerre mondiale, il revient à la scène puis part tenter sa chance à Hollywood et se fait engager par Thomas H. Ince d'abord comme acteur en 1915 puis comme réalisateur en 1920.
Durant la période muette, Lee dirige des stars dans des productions prestigieuses : Florence Vidor et Bessie Love dans deux adaptations de Booth Tarkington, George O'Brien dans une adaptation de Joseph Conrad, George Bancroft, la russe Olga Baclanova, la française Renée Adorée... Il devient, après Ernst Lubitsch, Dimitri Buchowetzki et Mauritz Stiller, le directeur favori de Pola Negri (quatre films).
Tout au long de sa carrière, Lee a été considéré comme un cinéaste d'inspiration européenne, tant dans sa veine britannique (Une nuit à Londres, La Tour de Londres) que d'Europe centrale. Dans la seconde veine, il a tourné son chef-d'œuvre : Révolte au zoo (1933), qui offre à Loretta Young une de ses plus belles apparitions. Amateur d'actrices, Lee dirige aussi Fay Wray à ses débuts  et des stars confirmées comme Constance Bennett et Mary Astor. Il dirige également le jeune Gary Cooper à trois reprises (Doomsday avec Florence Vidor et The First Kiss avec Wray en 1928, A Man of Wyoming en 1930), Ida Lupino en 1936, Cary Grant en 1937, Douglas Fairbanks Jr.. Lee cinéaste allie action et sentiments, puisant aussi ses sujets chez Edmund Goulding et Vicki Baum.
En 1935, il achète un terrain de 214 acres (0,87 km2) dans la Vallée de San Fernando qu'il baptise Farm Lake Ranch mais reste connu comme le Rowland V. Lee ranch. Ce terrain a servi pour le tournage de nombreux films en raison de son décor sauvage dont Je vous ai toujours aimé (1946), Les Fils des mousquetaires (1952), La Loi du Seigneur (1956), L'Inconnu du Nord-Express (1951) et La Nuit du chasseur (1955).
Parmi les nombreux genres qu'il a dirigés (comédie policière, film de guerre, drame sentimental, comédie musicale - I Am Susan ! avec Lilian Harvey en 1933 - ou western), ses films d'horreur à petit budget ont particulièrement marqué par leur atmosphère sombre (Le Fils de Frankenstein, troisième film de la série tourné pour Universal, avec Boris Karloff, Bela Lugosi et Basil Rathbone, remporta un grand succès), mais aussi ses films à suspense (passant d'Agatha Christie à Sax Rohmer) ou d'aventures historiques (Le Comte de Monte-Cristo en 1934 avec le jeune premier britannique Robert Donat ; Le Fils de Monte-Cristo en 1940 avec Louis Hayward, Joan Bennett et George Sanders, un autre britannique ; Richelieu avec George Arliss). Son dernier film, Le Capitaine Kidd (1945, film d'hommes avec Charles Laughton, Randolph Scott, John Carradine et Gilbert Roland) avait un potentiel de premier ordre, encore entravé par son faible budget (comme sa version des Trois Mousquetaires en 1935). 
Lee a également œuvré comme producteur. Après s'être retiré en 1945, Lee effectue son retour en 1959 pour le péplum Simon le pêcheur, dernier film signé Frank Borzage, évincé par Ben-Hur sorti la même année et au budget largement supérieur.

## Filmographie

### comme réalisateur
- 1920 : A Thousand to One
- 1921 : Cupid's Brand (en), court métrage
- 1921 : Le Pirate (The Cup of Life)
- 1921 : Blind Hearts
- 1921 : Les Chasseurs de baleines (The Sea Lion)
- 1921 : What Ho, the Cook
- 1922 : Un veinard (Money to Burn)
- 1922 : The Men of Zanzibar (en)
- 1922 : His Back Against the Wall (en)
- 1922 : A Self-Made Man
- 1922 : Dust Flower
- 1922 : Mixed Faces (en)
- 1922 : Shirley of the Circus
- 1923 : Alice Adams
- 1923 : Desire
- 1923 : La Petite Dame (Gentle Julia)
- 1923 : Épaves humaines (You Can't Get Away with It)
- 1924 : Amour, Amour ! (In Love with Love)
- 1925 : Le Sans-Patrie (The Man Without a Country)
- 1925 : Destruction ! (Havoc)
- 1926 : Le Prince Gipsy (The Outsider)
- 1926 : The Silver Treasure
- 1927 : The Whirlwind of Youth
- 1927 : Barbed Wire
- 1928 : The Secret Hour
- 1928 : Rien que l'amour (Doomsday)
- 1928 : Les Trois Coupables (Three Sinners)
- 1928 : Amours d'artiste (Loves of an Actress)
- 1928 : Le Bateau de nos rêves (The First Kiss)
- 1929 : The Wolf of Wall Street
- 1929 : Le Démon des tropiques (A Dangerous Woman)
- 1929 : The Mysterious Dr. Fu Manchu (non crédité)
- 1930 : Paramount on Parade, film à sketches co-réalisé
- 1930 : The Return of Dr. Fu Manchu
- 1930 : Ladies Love Brutes
- 1930 : A Man from Wyoming
- 1930 : Désemparé (Derelict)
- 1931 : The Ruling Voice
- 1931 : The Guilty Generation
- 1932 : That Night in London
- 1933 : Révolte au zoo (Zoo in Budapest)
- 1933 : Suzanne, c'est moi ! (I Am Suzanne!)
- 1934 : Le Comte de Monte-Cristo (The Count of Monte Cristo)
- 1934 : Gambling
- 1935 : Cardinal Richelieu
- 1935 : Les Trois Mousquetaires (The Three Musketeers), co-réalisation d'Otto Brower
- 1936 : One Rainy Afternoon
- 1937 : L'Étrange Visiteur (Love from a Stranger)
- 1937 : L'Or et la Chair (The Toast of New York)
- 1938 : Bonheur en location (Mother Carey's Chickens)
- 1938 : Service de Luxe
- 1939 : Le Fils de Frankenstein (Son of Frankenstein)
- 1939 : Frères héroïques (The Sun Never Sets)
- 1939 : La Tour de Londres (Tower of London)
- 1940 : Le Fils de Monte-Cristo (The Son of Monte Cristo)
- 1942 : Powder Town
- 1944 : The Bridge of San Luis Rey
- 1945 : Le Capitaine Kidd (Captain Kidd)

### comme producteur
Sauf mention contraire, les films sont réalisés par Rowland V. Lee.
- 1927 : Barbed Wire (non crédité)
- 1928 : Rien que l'amour (Doomsday)
- 1928 : Les Trois Coupables (Three Sinners)
- 1928 : The First Kiss
- 1929 : The Mysterious Dr. Fu Manchu
- 1930 : The Return of Dr. Fu Manchu
- 1938 : Service de Luxe
- 1939 : Le Fils de Frankenstein (Son of Frankenstein)
- 1939 : Frères héroïques (The Sun Never Sets)
- 1939 : La Tour de Londres (Tower of London)
- 1940 : Le Fils de Monte-Cristo (The Son of Monte Cristo)
- 1944 : The Bridge of San Luis Rey
- 1959 : Simon le pêcheur (The Big Fisherman) de Frank Borzage

### comme scénariste
Sauf mention contraire, les films sont réalisés par Rowland V. Lee.
- 1921 : What Ho, the Cook
- 1922 : A Self-Made Man
- 1923 : Alice Adams
- 1927 : Barbed Wire
- 1928 : The Secret Hour
- 1928 : Loves of an Actress
- 1931 : The Ruling Voice
- 1931 : Le Capitaine Craddock d'Hanns Schwarz et Max de Vaucorbeil
- 1932 : Monte Carlo Madness d'Hanns Schwarz
- 1933 : Révolte au zoo (Zoo in Budapest)
- 1933 : I Am Suzanne!
- 1934 : Le Comte de Monte-Cristo (The Count of Monte Cristo)
- 1935 : Les Trois Mousquetaires (The Three Musketeers)
- 1959 : Simon le pêcheur (The Big Fisherman) de Frank Borzage

### comme acteur
- 1917 : The Maternal Spark de Gilbert P. Hamilton : Howard Helms
- 1917 : The Stainless Barrier de Thomas N. Heffron : Richard Shelton
- 1917 : Polly Ann de Charles Miller : Howard Straightlane
- 1917 : The Mother Instinct de Lambert Hillyer et Roy William Neill : Jacques
- 1917 : Time Locks and Diamonds de Walter Edwards : Edgar Seymour
- 1917 : Wild Winship's Widow de Charles Miller : Archibald Herndon
- 1918 : They're Off de Roy William Neill : Randolph Manners
- 1920 : Her Husband's Friend de Fred Niblo : Billy Westove
- 1920 : His Own Law de J. Parker Read Jr. : Jean Saval
- 1920 : Dangerous Days de Reginald Barker : Graham Spencer
- 1920 : Water, Water, Everywhere de Clarence G. Badger : Arthur Gunther
- 1920 : Le Trait d'union (The Woman in the Suitcase) de Fred Niblo : W.H. "Billy" Fiske